# HD 156462
HD 156462，又名BD-16 4470，SAO 160440、HR 6428，是一颗恒星，视星等为6.43，位于銀經7.3，銀緯12.09，其B1900.0坐标为赤經17h 12m 33.6s，赤緯-16° 12.09′ 17″。